# Heliocypha mariae
Heliocypha mariae – gatunek ważki z rodziny Chlorocyphidae. Jest endemitem południowej Sumatry. Brak stwierdzeń od lat 30. XX wieku.